# Melitón Martín y Arranz
Melitón Martín y Arranz   (Segòvia, 9 de març de 1820 - Madrid, 14 de setembre de 1886) va ser un enginyer i escriptor espanyol.

## Biografia
Nascut a la ciutat de Segòvia el 9 de març de 1820, es va traslladar a Anglaterra en 1828, per posteriorment viatjar a França i tornar de nou a Anglaterra en 1834, on va cursar Enginyeria Civil fins a la seva tornada a Espanya en 1840. A la seva tornada va trobar problemes per validar la seva titulació. En 1846 va ser contractat per a l'elaboració d'un projecte de construcció d'una línia de ferrocarril entre Madrid i Irun i entre 1852 i 1856 va treballar en el ferrocarril d'Aranjuez, Tembleque i Albacete.
Interessat per la política, en 1860 fou elegit diputat per Segòvia. Novament seria elegit diputat pel districte de Cuéllar a les eleccions generals espanyoles d'abril de 1872. Va ser escollit acadèmic numerari de la Reial Acadèmia de Ciències Exactes, Físiques i Naturals el 5 de desembre de 1881, ocupant el càrrec des de la seva presa de possessió el 17 de desembre de 1881 en la qual va llegir el discurs Evolución en la ciencia.

## Obres i publicacions
- El nuevo sistema legal de pesas y medidas puesto al alcance de todos. (1852)[12]
- Ponos. (1863)[12][13]